# تاريخ الموسيقى في إيطاليا

## تاريخ الموسيقى في إيطاليا
لعبت الموسيقى دوراً هاماً في الثقافة الإيطالية سواء كانت موسيقى شعبية أو كلاسيكية. ابتكرت بعض الأدوات المرتبطة بالموسيقى الكلاسيكية بما في ذلك البيانو والكمان في إيطاليا كما يمكن العودة في أصول الأنماط الموسيقية الكلاسيكية السائدة مثل سيمفونية وكونشرتو وسوناتا إلى ابتكارات القرنين السادس عشر والسابع عشر في إيطاليا.

## ابرز الملحنين والمغنيين في تاريخ إيطاليا
من أشهر الملحنين الطليان من عصر النهضة باليسترينا ومونتيفيردي وملحنوا الباروك ألساندرو سكارلاتي وكوريليفيفالدي ومن ملحني الكلاسيكية باغانيني وروسيني ومن ملحني الرومانسية فيرديبوتشيني وبرز الملحنون الإيطاليون الحديثون مثل بيريو ولويجي نونو من خلال تطوير الموسيقى التجريبية والإلكترونية. لا تزال الموسيقى الكلاسيكية ذات شعبية كبيرة في إيطاليا تظهر من خلال أعداد دور الأوبرا الكبيرة مثل لا سكالا في ميلانو وسان كارلوماوريتسيو بوليني والتينور الراحل لوتشانو بافاروتي.و في نابولي والعازفين مثل عازف البيانو ماوريتسيو بوليني والتينور الراحل لوتشانو بافاروتي . رغم ذلك فإن الإيطاليين مقبلون بشدة على الساحة الموسيقية المعاصرة.

## أول ظهور لموسيقى الاوبرا

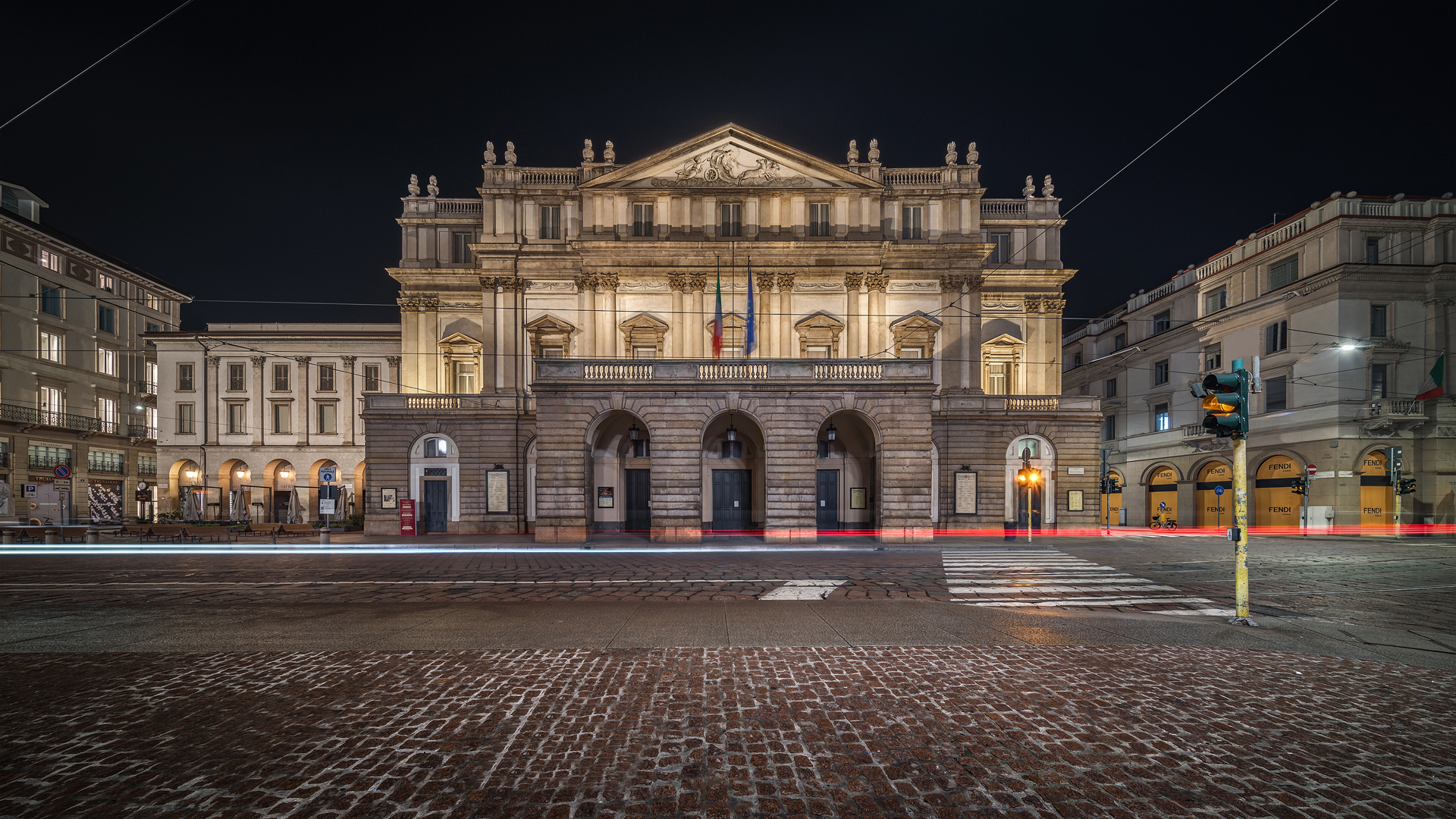

تشتهر إيطاليا بكونها مهد الأوبرا. يعتقد أن الأوبرا الإيطالية قد تأسست في أوائل القرن السابع عشر في المدن الإيطالية مثل البندقية ومانتوفا. كما كانت المقطوعات الفنية الأخرى من تلحين الملحنين الطليان في القرن التاسع عشر وأوائل القرن العشرين مثل روسيني وبيليني ودونيزيتي وبوتشيني وفيردي من بين أشهرها من أي وقت مضى وتؤدى اليوم في دور الأوبرا في العالم. تشتهر أيضاً لا سكالا في ميلانو باعتبارها واحدة من أفضل دور الأوبرا في العالم. من أشهر مغني الأوبرا الإيطالية إنريكو كاروسو واليساندرو بونتشي والراحل لوتشانو بافاروتي وأندريا بوتشيلي على سبيل المثال لا الحصر.

## ظهور موسيقىالجازوالبوبفي إيطاليا
ظهرت موسيقى الجاز في عشرينات القرن الماضي وحصلت على موطئ قدم قوي في إيطاليا وظلت شعبية على الرغم من السياسات الثقافية المعادية للأجانب من النظام الفاشي. أما اليوم فأبرز مراكز موسيقى الجاز في إيطاليا تشمل ميلان وروما وصقلية. في وقت لاحق كانت إيطاليا في طليعة حركة بروغريسيف روك في السبعينات بوجود فرق مثل بي.إم.إف وغوبلن. أما في الوقت الحالي فإن موسيقى البوب الإيطالية تمثل سنوياً في مهرجان موسيقى سان ريمو والذي كان بمثابة إلهام لمسابقة الأغنية الأوروبية يوروفيجن ومهرجان العالمين في سبوليتو. كما حصل المغنون مثل مغنية البوب مينا والعلم في الموسيقى الكلاسيكية الفنان أندريا بوتشيلي والفائزة بجائزة غرامي لاورا باوزيني وإروس رامادزوتي متصدر الألبومات الأوروبية على إشادة عالمية.